# Jovan Aćimović
Jovan "Kule" Aćimović (en serbi: Јован Аћимовић Kулe; 21 de juny de 1948) és un exfutbolista serbi de la dècada de 1970.
Fou 55 cops internacional amb la selecció iugoslava amb la que participà en el Mundial de 1974.
Pel que fa a clubs, defensà els colors d'Estrella Roja de Belgrad i 1. FC Saarbrücken.